# Gypsacanthus
Gypsacanthus, monotipični biljni rod iz porodice primogovki smješten u tribus Justicieae, dio potporodice Acanthoideae. Jedina vrsta je meksički endemski grm G. nelsonii iz država Guerrero, México, Morelos, Oaxaca i Puebla. Opisan je u Boletín de la Sociedad Botánica de México 46: 47. 1984[1986].. 

## Opis
Gypsacanthus nelsonii je endem sušnih područja južnog Meksika. Razlikuje se od ostalih rodova loze Tetramerium po nekoliko morfoloških atributa, uključujući brakteje, brakteole; cvjetovi relativno mali (6,5--11 mm dugi), vjenčići krem boje, sa zakrivljenim režnjevima donje usne. Ove karakteristike vjerojatno se odnose na biologiju oprašivanja; iako su oprašivači nedokumentirani za vrstu G. nelsonii, cvjetne osobine su u skladu s oprašivanjem malih pčela ili muha. 